# Афанасьева, Галина Михайловна
Галина Михайловна Афанасьева (12 октября 1951, Ашхабад — 12 марта 2000) — доктор исторических наук, ведущий научный сотрудник отдела антропологии Института этнологии и антропологии РАН, лауреат премии имени Н. Н. Миклухо-Маклая (1993).

## Биография
Родилась 12 октября 1951 года в Ашхабаде в семье служащих.
В 1958 году семья переезжает на Украину, в город Переяслав-Хмельницкий.
В 1969 году — окончила среднюю школу и два года работала: сначала — швеей на фабрике, затем — фотографом в краеведческом музее.
В 1976 году — с отличием окончила Ленинградский государственный университет.
После окончания ЛГУ, поступает в аспирантуру в московскую часть Института этнографии АН СССР, в сектор народов Крайнего Севера и Сибири.
Под руководством Н. Н. Чебоксарова и Ю. Б. Симченко ведёт разработку темы «Особенности формирования изолятов в условиях экстремальной среды».
В 1980 году — защитила кандидатскую диссертацию, тема: «Этнодемографические особенности развития нганасан в XVII—XX вв. (к вопросу о характере формирования обособленных популяций северных самодийцев)».
С 1981 года — работает в отделе антропологии Института этнографии АН СССР, активно участвует в экспедиционной работе: выезжает на Чукотку и Камчатку к алькатваамским, нешканским, нутепельменским, чаплинским, нунлигранским и энмеленским чукчам. Совместно с Ю. Б. Симченко разрабатывает оригинальную методику генеалогического описания населения, была заложена основа ценнейшей базы источников по проблемам репродукции замкнутых или относительно обособленных популяций Северной Евразии.
В 1984 году, находясь в экспедиции, получила тяжелейшую травму позвоночника, что лишило её возможности продолжать полевые выезды.
Несмотря на инвалидность, подготавливает фундаментальный трёхтомный труд «Традиционная система воспроизводства нганасан (Проблемы репродукции обособленных популяций)» (М., 1990), который был защищён как докторская диссертация в 1991 году, который затем был удостоен премии РАН имени Премия имени Н. Н. Миклухо-Маклая.
Возглавляла инициативную группу научных сотрудников, работающих над проектом фундаментального научного исследования по теме «Проблемы воспроизводства коренных народов Крайнего Севера и Сибири в современную эпоху».
Умерла 12 марта 2000 года.
Муж — Юрий Борисович Симченко (1935—1995) — антрополог, этнограф, писатель, доктор исторических наук, член Союза писателей России, почетный российский полярник.
- Нганасанский род по документальным материалам XVIII века // Этнокультурные процессы в современном и традиционных обществах. — М., 1979. — С. 3—16.
- Демографические характеристики авамских нганасан по источникам XIX—XX вв. // Сов. этнография. — 1980. — № 2. — С. 25—35.
- Некоторые особенности этнических процессов у нганасан // Современные этнические процессы у народов Западной и Южной Сибири. — Томск, 1981. — С. 135—143.
- О брачных системах автохтонных народов Северной Азии // Сов. этнография. — 1981. — № 4. — С. 39-52. (В соавт. с Ю. Б. Симченко.)
- Опыт генеалогических описаний (на примере чукчей) // Сов. этнография. — 1986. — № 6. — С. 106—115. (В соавт. с Ю. Б. Симченко.)
- Нганасанские имена // Русский язык. — 1991. — № 1. — С. 175—181.
- Традиционная система воспроизводства нганасан (проблемы репродукции обособленных популяций). — М., 1990. — 871 с.
- Методика генеалогических описаний и использования их для сбора сведений о номенклатуре родства и брачных нормах. — М., 1992. (В соавт. с Ю. Б. Симченко.)
- Традиционная пища береговых и оленных чукчей // Народы Сибири. Кн. 1. Сибирский этнографический сборник. — Вып. XXIV. — № 6. — М., 1993. — С. 56—100. (В соавт. с Ю. Б. Симченко.)
- Традиционная пища нганасан // Народы Сибири. Кн. 1. Сибирский этнографический сборник. — Вып. XXIV. — № 6. — М., 1993. — С. 56—100. (В соавт. с Ю. Б. Симченко.)
- Цели и методы исследования порядка репродукции аборигенов Северной Сибири // Этносы и этнические процессы. — М., 1993. — С. 79—91.
- Нганасаны // Народы Сибири в XIX в. Сер. «Библиотека Российского этнографа». — М., 1994. — С. 76—137.
- Программа фундаментального научного исследования по теме «Проблемы воспроизводства коренных народов Крайнего Севера и Сибири в современную эпоху» // Этнодемографические особенности воспроизводства народов Севера России. — М., 1995. — С. 5—12.
- Этнодемографическая ситуация в нешканской группе чукчей (пос. Нешкан Чукотского района Мага-данской обл., 1982 г.) // Этнодемографические особенности воспроизводства народов Севера России. — М., 1995. — С. 52—99.
- Этнодемографическая ситуация в нунлигранской группе чукчей (пос. Нунлигран Провидеиского района Магаданской обл., 1981 г.) // Этнодемографические особенности воспроизводства народов Севера России. — М., 1995. — С. 100—142.
- Этнодемографическая ситуация в энмеленской группе чукчей (пос. Энмелен Провидеиского района Магаданской обл., 1981 г.) // Этнодемографические особенности воспроизводства народов Севера России. — М., 1995. — С. 143—181.
- Ретроспектива социально-демографических особенностей этноконтактной группы населения Северной Камчатки (пос. Аянка, 1939—1987 гг.; эвены, чукчи, коряки) // Современные тенденции репродуктивных процессов у народов Севера (социально-демографический аспект). — М., 19какой-то. — С. 6—99.
- Чукчи: популяционно-демографический статус (вторая половина XIX — первая половина XX в.). — М., 1999. — 269 с.

Список книг:
- Народы Российского Севера и Сибири. Сибирский этнографический сб. — Вып. 9 / Отв. ред. З. П. Соколова, Д. А. Функ. — М., 1999. — 318 с.
- Коренные малочисленные народы Севера и Сибири: Руководство для исследователей / Отв. ред. Д. Функ, Л. Силланпяя. Ун-т Академии Або: Секция социол. исслед. — Т. IX. — № 29. — Хельсинки, 1999. — 173 с. (То же на англ, яз.: The Small Indigenous Nations of Northern Russia: A Guide for Researches. Abo Akad. Univ. Soc. Sci. Res. Unit. — V. XII. — № 29. — Helsinki, 1999. — 184 p.)
- Харитонова В. И. Заговорно-заклинательное искусство восточных славян: проблемы традиционных интерпретаций и возможности современных исследований. Сер. «Этнологические исследования по шаманству и иным традиционным верованиям и практикам». — Т. 3. — Ч. 1, 2. — М., 1999. — 602 с.
- «Избранники духов» — «Избравшие духов»: Традиционное шаманство и неошаманизм. Памяти В. Н. Басилова (1937—1998). Сб. статей / Отв. ред. В. И. Харитонова. Сер. «Этнологические исследования по шаманству и иным традиционным верованиям и практикам». — Т. 4. — М., 1999.

## Награды
- Премия имени Н. Н. Миклухо-Маклая (1993) — за монографию «Традиционная система воспроизводства нганасан. Проблема репродукции обособленных популяций».